# انگوری مری
انگوری مری (به انگلیسی: Angoori) یک منطقهٔ مسکونی در پاکستان است که در ناحیه راولپندی واقع شده‌است. انگوری مری ۱۱٬۴۱۴ نفر جمعیت دارد.